# شيفروليه كمارو

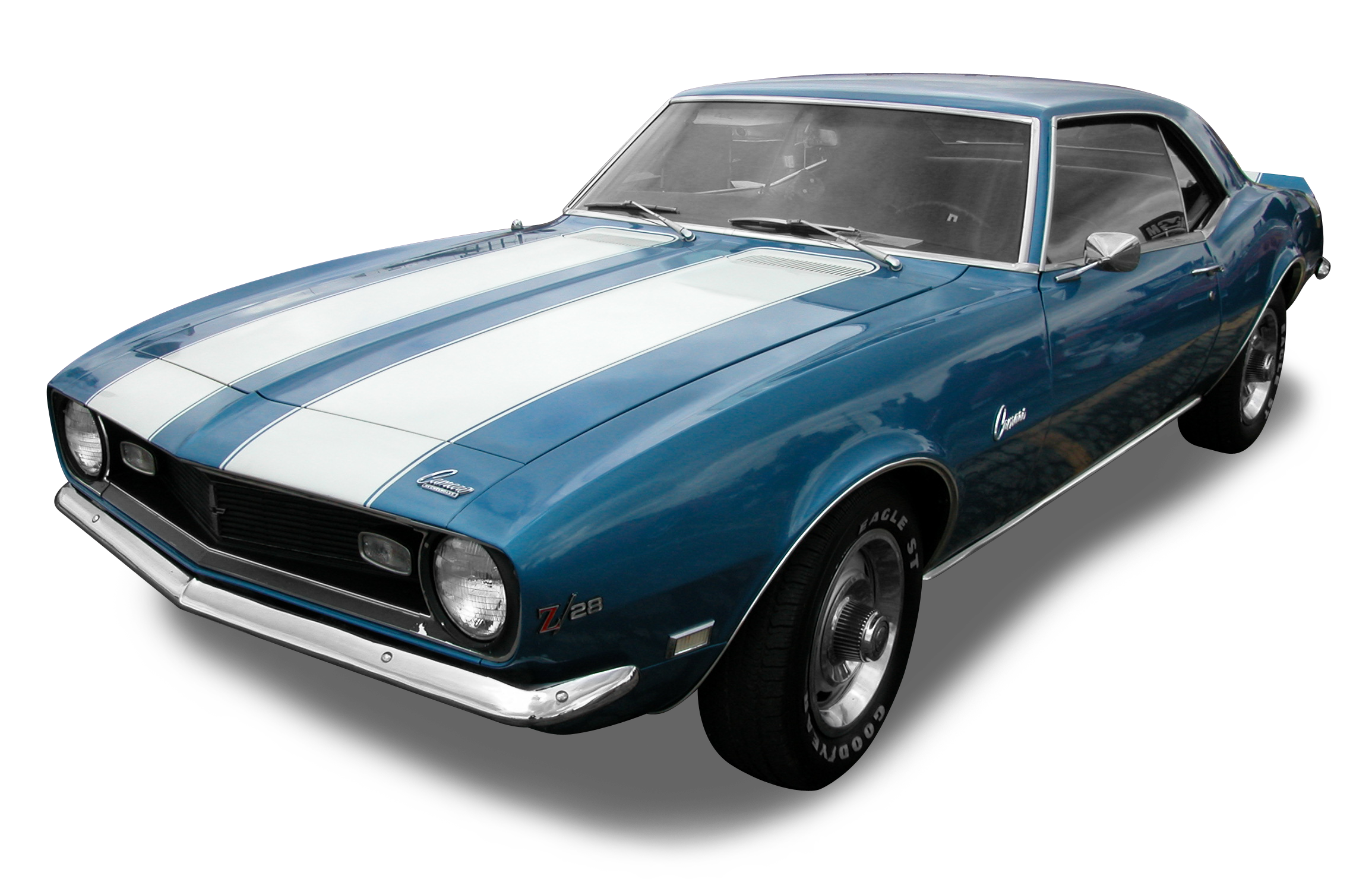
موديل 1968

شيفروليه كمارو (بالإنجليزية: Chevrolet Camaro)‏ هي سيارة تنتجها شركة شيفروليه التابعة لشركة جنرال موتورز.

## التاريخ
في سنة 1968 قررت شيفروليه إنتاج جيل جديد من البانثر وهي سيارة كلاسيكية ولكن في هذه الفترة كان ميول أغلب الناس ميول عصرية، فقررت شيفروليه إنتاج الكمارو بدلاً منها وأصبحت الكمارو وقتها أيقونة أمريكية ومنافس شرس للموستانج، وهي معروفة بكونها محط إعجاب وحتى إلهام مغنيين وكتاب أمريكيين.

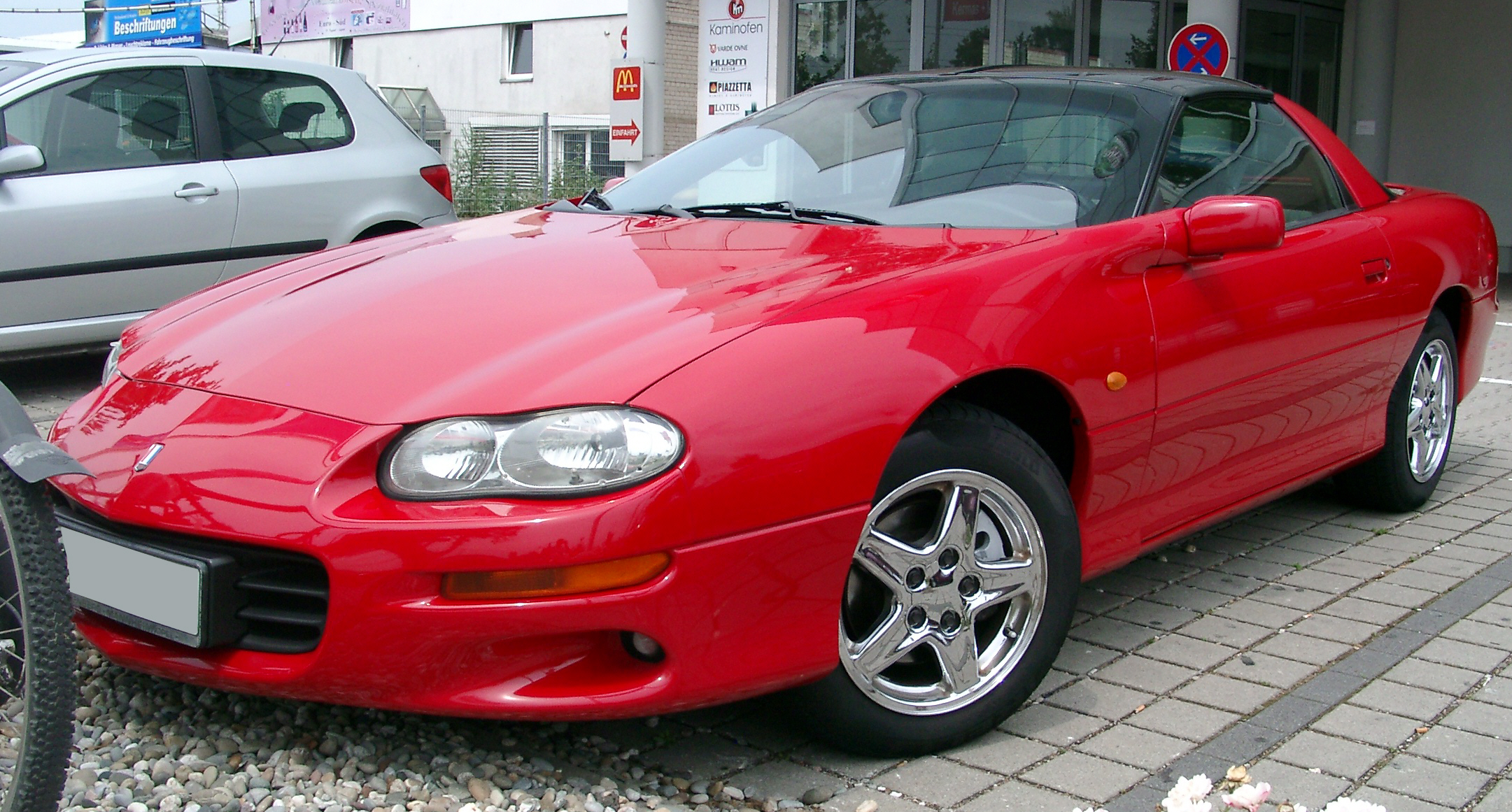
شيفروليه كمارو التي انتجت في التسعينات ومن ثم عادت في العام 2009م

## الإنتاج
- الجيل الأول من الكمارو وهو الشكل الكلاسيكي ذا الخطوط البارزة
- الجيل الثاني وتصميمه على الإطار الأوروبي مع المحافظة على الشكل الأصلي وفي عام 1978 بدأ بإنتاجها بسقف على شكل حرف تي

ومع نهاية الجيل الثاني بدأت الكمارو بالعودة للإطار الأمريكي.

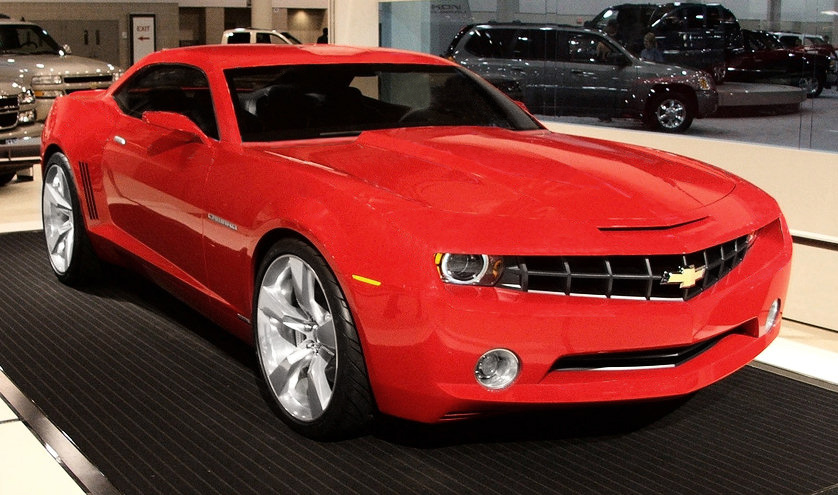
كمارو الجديدة التي انتجت في العام 2009م

- الجيل الثالث تصميم مختلف أمريكي بحت مع المحافظة على أساسيات الكمارو والتصميم الأمريكي البحت
- الجيل الرابع وبدأ إنتاجه عام 1993 ويمتاز بالمعاصرة مع الميزات الأساسية كالأكياس الهوائية وغيرها من أنظمة السلامة والتكنولوجيا

واستخدام محركين ال lt1 وls1 المشهورين، ثُم توقف إنتاج الكمارو من عام 2003 لأسباب تقنية.
- الجيل الخامس عودة الكمارو بعد توقف إنتاجها أربعة أعوام على شكل سيارة الكمارو كونسبت المفهوم التجريبي وكان سبب الكشف عنه رؤية ردة فعل الناس في عام 2006 وكانت من أفضل السيارات التجريبية في وقتها وحازت على جائزة أفضل سيارة تجريبية لعام 2007

وعلى أساسها قررت شركة شيفروليه إعادة إنتاج الكمارو لموديل 2010 الذي لا يختلف شكله عن سيارة المفهوم التجريبي ولكن زادته بموصفات داخلية وخارجية مواكبة جداً للعصر.

## شيفروليه كامارو جي إس التجريبيّة الخاصة بالسباق - 2008
- إحدى أشهر سيّارات سباقات (ترانس آم) لسباقات الحلبة كانت سيارة (كامارو) الزرقاء والصفراء التي قادها (مارك دونوهيو). وقد سيطر على معظم مجريات البطولة وأحرز لقب البطولة على متن سيّارته التي تحمل الرقم 6. قامت مؤسسة رايلي للتّقنيات بإعادة صنع هذه السيّارة المميزة بما تتمتّع به من شكل جميل وشعور مثير.

## 2013
تم إنتاج شيفروليه كامارو 2013 حيث اخذت العديد من التطويرات في الانوار الخلفية وكذلك في المحرك والداخلية قليلاً وذكرت الشركة أن السيارة موجودة في بريطانيا وبالتحديد في مدينة لندن للتجربة الكاملة وستتواجد كمارو في المعرض القادم للسيارات  قد تم تصنيعها بعدة ألوان منها الاسود والأحمر.

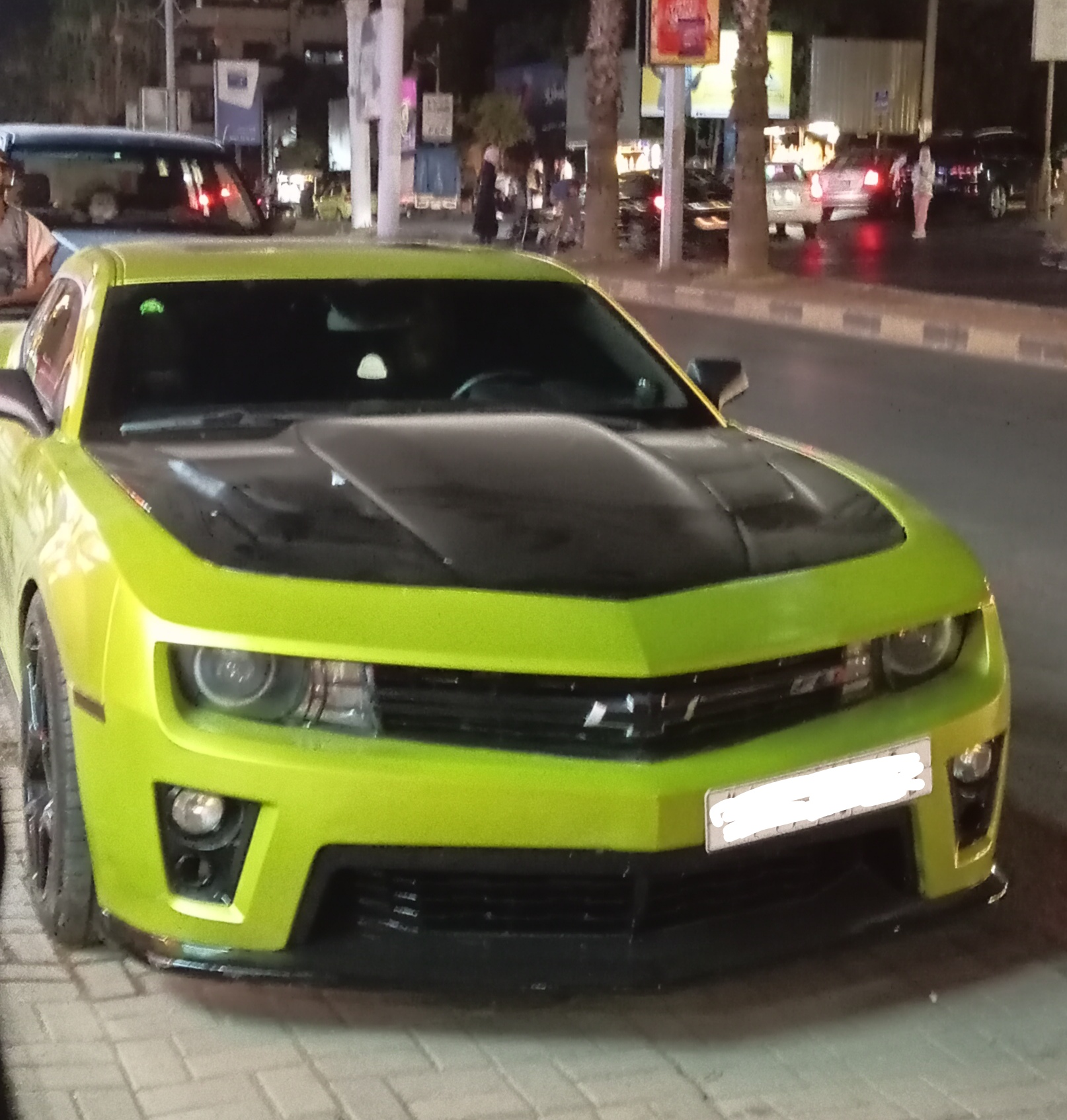
شيفروليه كمارو باللونين الأخضر و الأسود

## المبيعات
| السنة       | المبيعات (في الولايات المتحدة) |
| ----------- | ------------------------------ |
| 1967        | 220,906                        |
| 1968        | 235,147                        |
| 1969        | 243,085                        |
| 1970        | 124,901                        |
| 1971        | 114,630                        |
| 1972        | 68,651                         |
| 1973        | 96,571                         |
| 1974        | 151,008                        |
| 1975        | 145,770                        |
| 1976        | 182,959                        |
| 1977        | 218,853                        |
| 1978        | 272,631                        |
| 1979        | 282,571                        |
| 1980        | 152,005                        |
| 1981        | 126,139                        |
| 1982        | 189,747                        |
| 1983        | 154,381                        |
| 1984        | 261,591                        |
| 1985        | 180,018                        |
| 1986        | 192,219                        |
| 1987        | 137,760                        |
| 1988        | 96,275                         |
| 1989        | 110,739                        |
| 1990        | 34,986                         |
| 1991        | 100,838                        |
| 1992        | 70,007                         |
| 1993        | 39,103                         |
| 1994        | 119,799                        |
| 1995        | 122,738                        |
| 1996        | 61,362                         |
| 1997        | 60,202                         |
| 1998        | 54,026                         |
| 1999        | 42,098                         |
| 2000        | 45,461                         |
| 2001        | 29,009                         |
| 2002        | 41,776                         |
| 2003 - 2009 | توقف الإنتاج                   |
| 2010        | 81,299                         |
| 2011        | 88,249                         |
| 2012        | 84,391                         |
| 2013        | 80,567                         |
| 2014        | 86,297                         |
| 2015        | 77,502                         |
| 2016        | 72,705                         |
| 2017        | 67,940                         |

## روابط مفيدة
- الموقع الرسمي لشيفروليه
- الموقع الرسمي لشيفروليه كامارو في الإمارات
- معلومات عن طراز شيفروليه كامارو جي إس التجريبيّة الخاصّة بالسّباق